# Manuel Esteban Rivero
Manuel Esteban Rivero (30 de junio de 1982) es un deportista filipino que compitió en taekwondo. Ganó una medalla de bronce en los Juegos Asiáticos de 2006, y una medalla de bronce en el Campeonato Asiático de Taekwondo de 2006.

## Palmarés internacional
| Juegos Asiáticos    | Juegos Asiáticos    | Juegos Asiáticos  | Juegos Asiáticos |
| Año                 | Lugar               | Medalla           | Categoría        |
| ------------------- | ------------------- | ----------------- | ---------------- |
| 2006                | Doha (Catar)        | Medalla de bronce | –67 kg           |
| Campeonato Asiático |                     |                   |                  |
| Año                 | Lugar               | Medalla           | Categoría        |
| 2006                | Bangkok (Tailandia) | Medalla de bronce | –67 kg           |